# Ochrona przez podział
Ochrona przez podział (ang. Security Domains) – według Trusted Computer System Evaluation Criteria poziom kryteriów oznaczony B3. Wymusza izolację pewnych dziedzin (obszarów). Części systemu istotne ze względu na bezpieczeństwo przetwarzania powinny być oddalone od części zapewniających użytkownikowi pewne użyteczne dla niego funkcje, ale niemające związku z bezpieczeństwem przetwarzania. Dziedzinę bezpieczeństwa może stanowić część bazy dotyczącej ochrony (TCB), monitor dostępu, itp. Mechanizmy zarządzania pamięcią chronią daną dziedzinę przed dostępem lub modyfikacją ze strony oprogramowania funkcjonującego w innej dziedzinie. Tworzona jest wielowarstwowa struktura abstrakcyjnych, odseparowanych wzajemnie maszyn z wydzielonymi prawami ochrony. Wszystkie elementy pośredniczące w dostępie do zastrzeżonych obiektów powinny być odporne na manipulacje. Nadzorowaniu w zakresie spełnienia wymagań podlega również proces projektowania systemu.